# Dagalaifo
Dagalaifo (latino: Dagalaifus; greco: Γλαἵφος, Glaìphos; fl. 361–366) è stato un generale romano di origine germanica. Fu console nel 366.

## Biografia
Dagalaifo era un cittadino romano di religione pagana e di origine germanica.
Nel 361 fu nominato comes domesticorum dall'imperatore Giuliano e inviato ad arrestare il generale Lucilliano, fedele al cugino di Giuliano Costanzo II, nella città di Sirmio. Nel 363 partecipò alla campagna sasanide di Giuliano. Assieme a Vittore comandava la retroguardia dell'esercito di Giuliano durante la marcia di avvicinamento a Ctesifonte, la capitale sasanide. Quando i Romani si trovarono di fronte la munita roccaforte persiana di Maizomalcha, Nevitta e Dagalaifo furono responsabili della costruzione di un tunnel sotto le mura che permise di prendere la città.
La spedizione terminò tragicamente con la morte di Giuliano; un consiglio dei generali si riunì per decidere il successore di Giuliano: Dagalaifo e il magister equitum di origine germanica Nevitta rappresentavano la componente gallica e pagana dell'esercito, fedele a Giuliano, mentre Vittore e Arinteo rappresentavano la componente cristiana e che si rifaceva a Costanzo II; i primi sostenevano l'elezione di un militare proveniente dall'esercito delle Gallie, i secondi volevano eleggere uno dei loro. Il consiglio acclamò imperatore il cristiano Gioviano, il quale nominò poi Dagalaifo magister militum (comandante in capo dell'esercito).
Dopo la morte di Gioviano (364) rimase anche nell'amministrazione del suo successore Valentiniano I, la cui elezione sostenne; quando poi Valentiniano cedette alle richieste del suo consiglio di guerra di nominare un collega, Dagalaifo intervenne per suggerire l'elezione del fratello dell'imperatore, Valente. Come magister peditum combatté nel 365/366 in Gallia contro gli Alamanni; nel 366 cedette il potere a Severo e ricevette l'onore del consolato, assieme al figlio di Valentiniano, il giovanissimo Graziano.